# Buphagus
Famille
Genre
Buphagus est un genre de passereaux constitué de deux espèces de piquebœufs, oiseaux se nourrissant des parasites d'autres animaux. Ce genre est le seul de la famille des Buphagidae.

## Habitat
Les deux espèces habitent la savane. L'habitat qu'elles fréquentent est aussi dépendant des mammifères qu'elles suivent et des parasites dont ces derniers sont porteurs.

## Alimentation

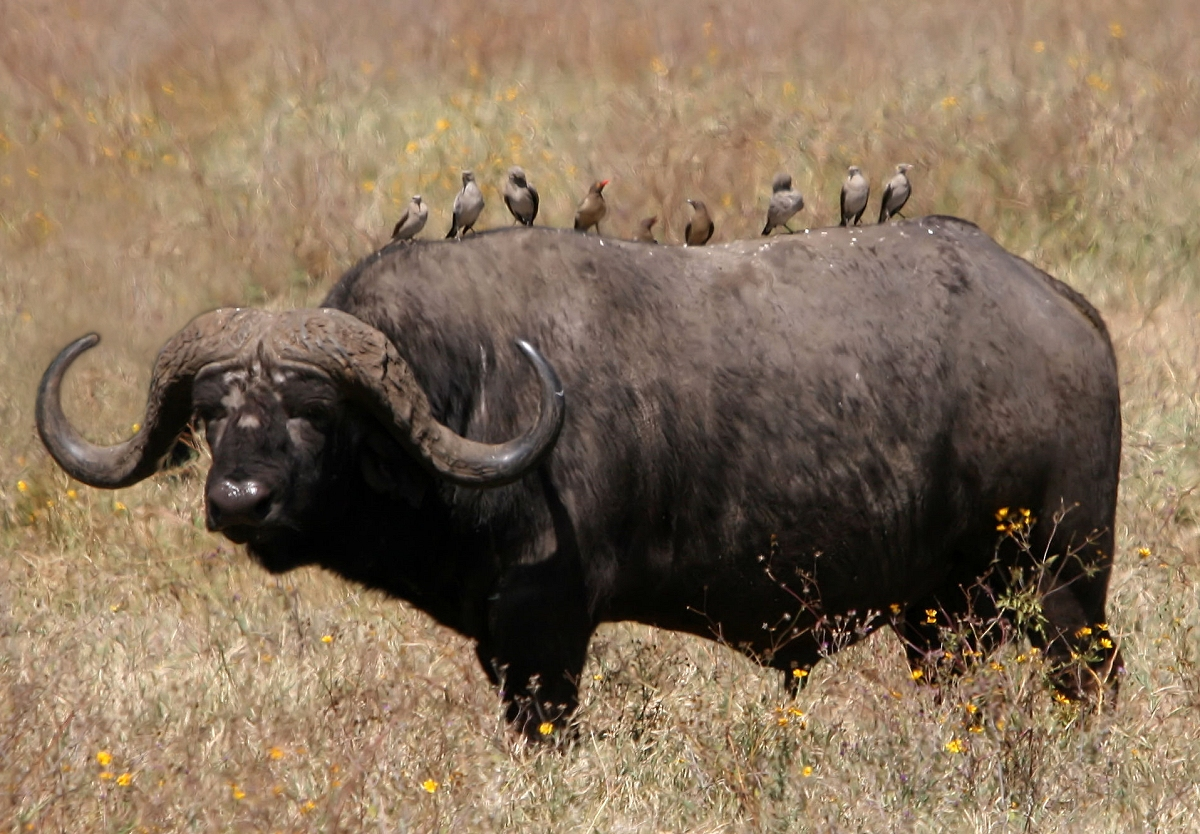
Piquebœufs sur l'échine d'un buffle

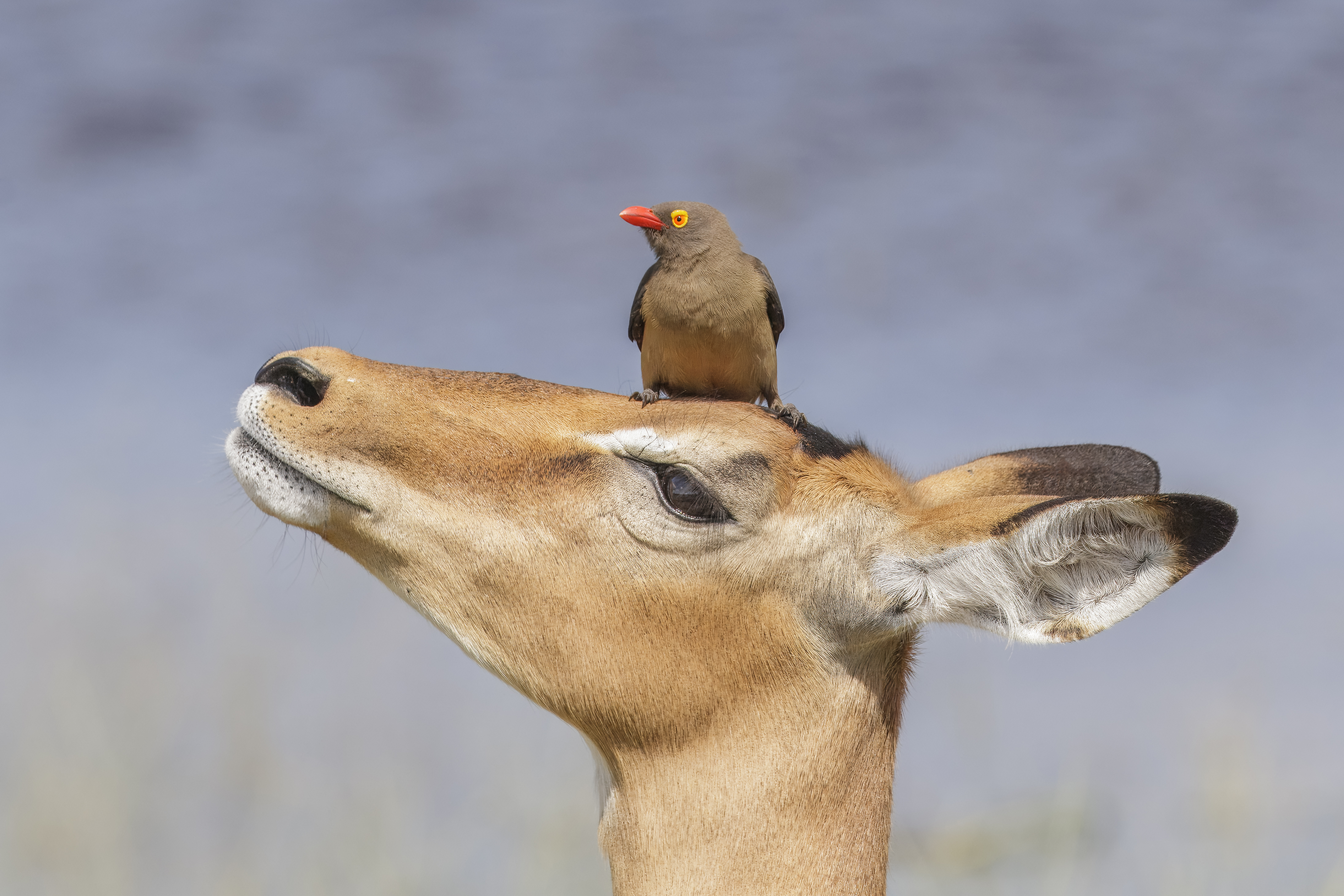
sur un Aepyceros melampus

Les piquebœufs cherchent leur nourriture autant sur les mammifères domestiques (bétail, âne) que sur les mammifères sauvages.  Les espèces  sauvages les plus convoitées sont le Buffle d'Afrique, le Rhinocéros blanc, le Rhinocéros noir, la Girafe, l'Hippopotame amphibie, le Grand koudou, l'Éland, l'Antilope rouanne, l'Hippotrague noir, le Gnou bleu, le Zèbre des plaines et le Phacochère de Somalie.  Les éléphants ne tolèrent pas la présence des piquebœufs sur leur dos.
Les tiques les plus communément consommées sont Boophilus decoloratus et Rhipicephalus appendiculatus.  Dans une moindre mesure, les espèces du genre Amblyomma font aussi partie de la diète des piquebœufs ainsi que plusieurs autres espèces d'invertébrés occasionnellement rencontrés sur le dos des mammifères.
Les piquebœufs se nourrissent également du sang suintant des plaies des mammifères.  Ils s'aventurent parfois sur les charognes pour se nourrir de sang et de chair.  Il leur arrive de picorer les plaies ouvertes des animaux domestiques au point de contribuer à les affaiblir et même de causer leur mort.  En fait, les observateurs ne s'entendent pas sur leur rôle : bénéfique du fait qu'ils libèrent le bétail de ses parasites ou négatif par leur activité dommageable sur les plaies? Il s'agit en fait d'une relation interspécifique intermédiaire entre le mutualisme et le parasitisme. L'évolution et la fluctuation entre l'une et l'autre des deux relations s'avère être assez répandue, sur une échelle de temps plus ou moins importante. (On pense par exemple qu'au départ, les mycorhizes étaient une forme de parasitisme qui a évolué en symbiose.)

## Reproduction
La saison de nidification est étroitement liée à la saison des pluies.  Les deux espèces de piquebœufs nichent dans les cavités des arbres.  Comme ils ne s'associent pas avec des animaux migrateurs, ils peuvent veiller à l'incubation et l'élevage des oisillons tout en ayant accès à une source de nourriture à proximité. Les piquebœufs pratiquent la reproduction communautaire.

## Liste des espèces
D'après la classification de référence (version 5.2, 2015) du Congrès ornithologique international :
| Image | Nom                      | Nom commun            | Distribution                           |
| ----- | ------------------------ | --------------------- | -------------------------------------- |
|       | Buphagus africanus       | Piquebœuf à bec jaune | la plupart de Afrique subsaharienne    |
|       | Buphagus erythrorhynchus | Piquebœuf à bec rouge | principalement dans l'est de l'Afrique |